# ساحل عشق (فیلم)
ساحل عشق (اسپانیایی: La playa del amor‎) فیلمی آرژانتینی به کارگردانی آدولفو آریستارائین است که در سال ۱۹۸۰ منتشر شد.

## بازیگران
- کاچو کاستانیا
- ریکاردو دارین
- کامیلو سستو
- آرتورو مالی
- خورخلینا آراندا
- مونیکا گونساگا